# Helina vumba
Helina vumba este o specie de muște din genul Helina, familia Muscidae. A fost descrisă pentru prima dată de John Otterbein Snyder în anul 1953.
Este endemică în Zimbabwe. Conform Catalogue of Life specia Helina vumba nu are subspecii cunoscute.